# Obioma Nnaemeka
Obioma Nnaemeka (Agulu, 28 de octubre de 1948 ) es una profesora universitaria nigeriana residente en  Estados Unidos.

## Trayectoria
Se graduó en la Universidad de Nigeria en Nsukka. Estudió estudios africanos, francés y alemán. En 1989 obtuvo su doctorado en estudios franceses y francófonos en la Universidad de Minnesota . En 2017, es profesora de francés, estudios de la mujer y estudios africanos en la Universidad de Indiana - Universidad de Purdue, Indianápolis.
En la Universidad de Minnesota, Nnaemeka es presidenta de la Asociación de Estudiantes de Nigeria. Es fundadora y presidenta de la Asociación de Mujeres Universitarias Africanas . También es presidenta del Jessie Obidiegwu Education Fund, una ONG dedicada a la educación de mujeres y niñas en África. En ocasiones ha trabajado como consultora para las Naciones Unidas y el Banco Mundial .

### Investigaciones
Obioma Nnaemeka está interesada en escritoras negras, por ejemplo, Mariama Bâ, teorías feministas, literatura francófona, obras orales y escritas de África y la diáspora africana, estudios de género y derechos humanos. Antes de llegar a la Universidad de Indiana, enseñó en la Universidad de Nigeria en Nsukka y también en la Universidad de Wooster, Ohio . Es crítica cultural para el departamento francés del servicio internacional de Radio Holanda en Hilversum . También es miembro de la junta del Centro de Liderazgo de Mujeres Globales en la Escuela de Negocios Leavey
Es la creadora del concepto de "NegoFeminismo" una concepción del feminismo africano en la que se realizan mejoras a través de procesos de negociación respetando las estructuras familiares tradicionales. Por lo tanto, critica lo que considera una intrusión irrespetuosa de las feministas occidentales en las modalidades de tratamiento de la violencia infligida a las mujeres africanas, como la mutilación genital. Ella pide una redefinición del feminismo por parte de las propias mujeres africanas, en sus propios términos, reintroduciendo las cuestiones de la raza.

## Publicaciones
- Obioma Nnaemeka, eds. Female Circumcision and the Politics of Knowledge:African Women in Imperialist Discourse.Westport: Praeger Press, 2005.
- Obioma Nnaemeka, Theorizing, Practicing, and Pruning Africa’s Way, Vol. 29, No. 2, Development Cultures: New Environments, New Realities, éditrices: Françoise Lionnet, Obioma Nnaemeka, Susan H. Perry, Celeste Schenck (Winter 2004), p. 357-385, The University of Chicago Press, DOI: 10.1086/378553[11]
- Obioma Nnaemeka, Sisterhood, Feminisms and Power in Africa: From Africa to the Diaspora, Africa World Press, 1998 - 513 pages[12]ISBN 9780865434394